# Radim Řezník
Radim Řezník (Český Těšín, 20 januari 1989) is een Tsjechisch voetballer die doorgaans speelt als rechtsback. In september 2024 verruilde hij Viktoria Pilsen voor Jiskra Domažlice. Řezník maakte in 2014 zijn debuut in het Tsjechisch voetbalelftal.

## Clubcarrière
Řezník speelde vanaf 2007 in het eerste elftal van Baník Ostrava. Op 11 maart van dat jaar debuteerde hij in de Gambrinus liga, tijdens een 1–3 overwinning op bezoek bij Sigma Olomouc. Naarmate de jaren vorderden, werd de verdediger steeds belangrijker voor de club en in de zomer van 2011 was Viktoria Pilsen overtuigd genoeg om hem over te nemen van Baník. Voor Viktoria was hij onder meer actief in de UEFA Champions League. Aan het einde van het seizoen 2017/18 verlengde Řezník zijn contract met één seizoen tot medio 2019. Hier kwamen later die zomer nog drie seizoenen extra bij. Begin 2021 werd Řezník voor een halfjaar verhuurd aan Mladá Boleslav. In 2024 verkaste hij naar Jiskra Domažlice.

## Clubstatistieken
| Seizoen | Club             | Competitie | Competitie | Competitie | Beker | Beker | Internationaal | Internationaal | Totaal | Totaal |
| Seizoen | Club             | Competitie | Wed.       | Dlp.       | Wed.  | Dlp.  | Wed.           | Dlp.           | Wed.   | Dlp.   |
| ------- | ---------------- | ---------- | ---------- | ---------- | ----- | ----- | -------------- | -------------- | ------ | ------ |
| 2010/11 | Baník Ostrava    | Česká liga | 10         | 0          | ?     | ?     | —              | —              | 10     | 0      |
| 2007/08 | Baník Ostrava    | Česká liga | 14         | 0          | ?     | ?     | —              | —              | 14     | 0      |
| 2008/09 | Baník Ostrava    | Česká liga | 10         | 0          | ?     | ?     | 2              | 0              | 12     | 0      |
| 2009/10 | Baník Ostrava    | Česká liga | 25         | 1          | ?     | ?     | —              | —              | 25     | 1      |
| 2010/11 | Baník Ostrava    | Česká liga | 21         | 1          | ?     | ?     | 4              | 1              | 25     | 2      |
| 2011/12 | Baník Ostrava    | Česká liga | 5          | 0          | ?     | ?     | —              | —              | 5      | 0      |
| 2011/12 | Viktoria Pilsen  | Česká liga | 11         | 0          | 2     | 0     | 2              | 0              | 15     | 0      |
| 2012/13 | Viktoria Pilsen  | Česká liga | 26         | 1          | 3     | 0     | 14             | 0              | 43     | 1      |
| 2013/14 | Viktoria Pilsen  | Česká liga | 22         | 0          | 7     | 1     | 12             | 0              | 41     | 1      |
| 2014/15 | Viktoria Pilsen  | Česká liga | 16         | 3          | 2     | 0     | 2              | 0              | 20     | 3      |
| 2015/16 | Viktoria Pilsen  | Česká liga | 2          | 0          | 3     | 0     | 0              | 0              | 5      | 0      |
| 2016/17 | Viktoria Pilsen  | Česká liga | 18         | 0          | 1     | 1     | 3              | 0              | 22     | 1      |
| 2017/18 | Viktoria Pilsen  | Česká liga | 28         | 2          | 0     | 0     | 14             | 1              | 42     | 3      |
| 2018/19 | Viktoria Pilsen  | Česká liga | 27         | 1          | 1     | 0     | 6              | 0              | 34     | 1      |
| 2019/20 | Viktoria Pilsen  | Česká liga | 30         | 0          | 2     | 1     | 3              | 0              | 35     | 1      |
| 2020/21 | Viktoria Pilsen  | Česká liga | 7          | 0          | 0     | 0     | 0              | 0              | 7      | 0      |
| 2020/21 | → Mladá Boleslav | Česká liga | 8          | 1          | 2     | 0     | —              | —              | 10     | 1      |
| 2021/22 | Viktoria Pilsen  | Česká liga | 24         | 4          | 1     | 0     | 4              | 0              | 29     | 4      |
| 2022/23 | Viktoria Pilsen  | Česká liga | 5          | 0          | 0     | 0     | 2              | 0              | 7      | 0      |
| 2023/24 | Viktoria Pilsen  | Česká liga | 4          | 0          | 2     | 0     | 5              | 0              | 11     | 0      |
| Totaal  | Totaal           | Totaal     | 331        | 14         | 26    | 13    | 67             | 2              | 424    | 19     |

Bijgewerkt op 23 september 2024.

## Interlandcarrière
Řezník maakte zijn debuut in het Tsjechisch voetbalelftal op 3 september 2014, toen met 0–1 verloren werd van de Verenigde Staten door een treffer van Alejandro Bedoya. Hij moest van bondscoach Pavel Vrba op de reservebank starten. In de rust kwam hij als invaller voor Pavel Kadeřábek het veld op.
| Interlands van Radim Řezník voor Tsjechië | Interlands van Radim Řezník voor Tsjechië | Interlands van Radim Řezník voor Tsjechië | Interlands van Radim Řezník voor Tsjechië | Interlands van Radim Řezník voor Tsjechië | Interlands van Radim Řezník voor Tsjechië | Interlands van Radim Řezník voor Tsjechië |
| №                                         | Datum                                     | Wedstrijd                                 | Uitslag                                   | Competitie                                | Goals                                     |                                           |
| Als speler bij Viktoria Pilsen            | Als speler bij Viktoria Pilsen            | Als speler bij Viktoria Pilsen            | Als speler bij Viktoria Pilsen            | Als speler bij Viktoria Pilsen            | Als speler bij Viktoria Pilsen            | Als speler bij Viktoria Pilsen            |
| ----------------------------------------- | ----------------------------------------- | ----------------------------------------- | ----------------------------------------- | ----------------------------------------- | ----------------------------------------- | ----------------------------------------- |
| 1                                         | 3 september 2014                          | Tsjechië – Verenigde Staten               | 0 – 1                                     | Vriendschappelijk                         |                                           |                                           |
| 2                                         | 10 september 2018                         | Rusland – Tsjechië                        | 5 – 1                                     | Vriendschappelijk                         |                                           |                                           |
| 3                                         | 14 oktober 2019                           | Tsjechië – Noord-Ierland                  | 2 – 3                                     | Vriendschappelijk                         |                                           |                                           |

Bijgewerkt op 23 september 2024.